# Rustamnagar Sahaspur
Rustamnagar Sahaspur là một thị trấn thống kê (census town) của quận Moradabad thuộc bang Uttar Pradesh, Ấn Độ.

## Nhân khẩu
Theo điều tra dân số năm 2001 của Ấn Độ, Rustamnagar Sahaspur có dân số 14.198 người. Phái nam chiếm 53% tổng số dân và phái nữ chiếm 47%. Rustamnagar Sahaspur có tỷ lệ 31% biết đọc biết viết, thấp hơn tỷ lệ trung bình toàn quốc là 59,5%: tỷ lệ cho phái nam là 39%, và tỷ lệ cho phái nữ là 22%. Tại Rustamnagar Sahaspur, 20% dân số nhỏ hơn 6 tuổi.